# IPP Trophy 1991
L'IPP Trophy 1991 è stato un torneo di tennis facente parte della categoria ATP Challenger Series nell'ambito dell'ATP Challenger Series 1991. Il torneo si è giocato a Ginevra in Svizzera dal 19 al 25 agosto 1991 su campi in terra rossa.

## Vincitori

### Singolare
Marcos Górriz ha battuto in finale  Dinu Pescariu con il punteggio di 6–3, 6–2

### Doppio
Vladimir Gabričidze /  Martin Střelba hanno battuto in finale  Roberto Argüello /  Christian Miniussi con il punteggio di 1–6, 6–3, 6–4